# Kris Sakti
«Крис Шакти» (англ. Kris Sakti) — авиационная пилотажная группа ВВС Малайзии. Была основана в 2011 году. Осуществляет полёты на четырёх учебных самолётах Extra EA-300.

## История
Группа дебютировала в декабре 2011 года на авиационном шоу в Лангкави.